# 마틴 유덴

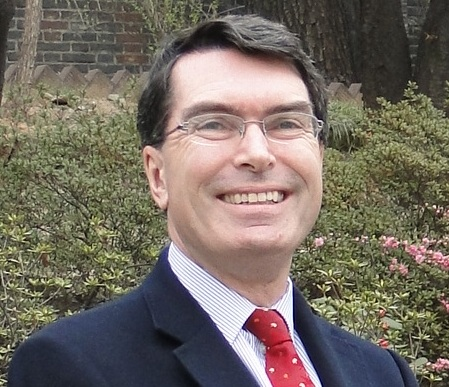

마틴 유덴 (Martin Uden) 은 영국의 외교관이다.
퀸메리 대학에서 법학을 전공한 뒤 변호사 직을 거쳐 1977년 외교관으로 입문, 대한민국, 일본, 유고슬라비아, 알바니아 공관과 유럽안보협력회의, 영국 무역투자청 등지에 근무하였다.
2008년 2월부터 현재까지 대한민국 서울에서 주한 영국 대사로 근무중에 있다. 이전에는 94년부터 97년까지 주한 대사 제2 비서실장을 맡기도 했다

## 저서
- 《한국에서 보낸 시간들》